# Musetorn
Musetorn er en stedsegrøn dværgbusk med bladlignende, omdannede stængler. Blomsterne er ganske små og stærkt omdannede, og de sidder midt på "bladet". Det samme gør de røde bær. Grene af planten bruges ind imellem som fyld i buketter af afskårne blomster.

## Kendetegn
Musetorn (Ruscus aculeatus) er en dværgbusk med en stiv og opret vækst. Kortskuddene er omdannet til bladlignende fyllokladier. Langskuddene er grønne, runde i tværsnit og furede. "Bladene" sidder er spredt stillede, og de er elliptiske mede buede ribber og helrand. Bladspidsen er omdannet til en stiv og meget spids torn. Begge side af fyllokladierne er hårløse og mørkegrønne. Blomstringen foregår i juni-juli. De ustilkede blomster sidder enkeltvis midt på de bladagtige fyllokladier,. De er 3-tallige og stærkt omdannede med lysegrønne eller hvidlige kronblade. Frugterne er røde, blanke bær.
Rodsystemet består af en tyk, vandret jordstængel, der bærer grove trævlerødder. Musetorns bær er giftige, og det skyldes deres indhold af saponiner, bl.a. rucogenin.
Musetorn når en højde og bredde på ca. 0,5 m.

## Hjemsted
Musetorn hører hjemme i skove og langs skovbryn i Nordafrika, Mellemøsten og det sydlige og sydøstlige Europa med nordgrænse i England. Planten er varmeelskende og fryser hastigt bort, når den står lysåbent. Den findes som skovbundsplante og i buskadser på varm, stenet jordbund. I den sydlige del af udbredelsesområdet findes den under skove, domineret af Almindelig humlebøg, og længere nordpå hører den til under bøge- og egeskove. Ved Strofila i det nordvestlige Peloponnes vokser der flere typer skove langs kysten. Skove med Aleppofyr er de tætteste og bedst udviklede i området. Jordbunden er gruset og rig på kalk. Her findes arten sammen med bl.a. Almindelig loppeurt, Almindelig myrte, Almindelig rishirse, Erica manipuliflora (en art af Lyng), Fladhovedet bakketidsel, Fransk anemone, Harehale, Hypochoeris achyrophorus (en art af Kongepen), Kermeseg, Mastikstræ, Oliven (vildtvoksende), Orientalsk sarsaparil, Rubus ulmifolius (en art af Brombær), Rødfrugtet ene, Skovstilkaks, Stipa bromoides (en art af Fjergræs), Stor hjertegræs, Toårig hør, Tusindfryd og Ørnebregne

## Galleri
|  |  |  |
|  |  |  |